# 悪魔の愛液/デビル・バウンドII
『悪魔の愛液/デビル・バウンドII』（あくまのあいえき/デビル・バウンドII、原題：Witchcraft II: The Temptress）は、1990年に製作されたアメリカのホラー映画。
Jim HansonとSal Mannaが脚本を担当し、マーク・ウッズが監督を務めた。チャールズ・ソロモンやデリア・シェパード、David Homb、Mia M. Ruiz、Jay Richardson、Cheryl Janecky、Mary Shelley、Frank Woodsらが出演した。
1988年にビデオスルー作品として製作された映画『デビル・バウンド/悪魔の受胎』の続編であり、デビル・バウンドシリーズの2作目である。その後、さらに続編として『Witchcraft III: The Kiss of Death』がリリースされた。

## あらすじ
前作のエンディングから約18年後、養父母と暮らしていたウィリアム・アダムスは、自身が養子であることを知らないまま、普通の18歳として生活していた。ウィリアムズの養父母は、前作で魔女団の趣旨に賛同しない白魔女として、彼を魔女団から連れ去り、悪から守るため、郊外に隠したのだった。
ある夜、彼の前に現れた隣人のデロリスは、ウィリアムを闇の世界に引き込もうと、彼に奇妙な物を残した。
その後、ウィリアムの知らないところで、彼が強力なワーロック（魔術師）の息子であり、父親の力を受け継いでいたことが判明する。そして、父親と父方の親戚の多くは、世界に終末をもたらそうと何年もかけて暗躍してきた魔女団のメンバーであった。
ウィリアムを誘惑するデロリスの究極の目的は、この世に地獄をもたらすであろう彼を自分の子供の父親とすることであったが、最後の瞬間、スパナーが魔女を倒し、自らの宿命と悪に打ち勝ったのだった。

## キャスト
- ウィリアム・スパナー - チャールズ・ソロモン
- ミシェル - ミア・ルイズ
- デロリス・ジョーンズ - デリア・シェパード
- ブーマー - David L. Homb
- オードリー - Kirsten Wagner
- ウィリアムの母親 - Cheryl Janecky

## 評価
TV Guideでは、ルイズとJaneckyの2人が目に見えて才能のある俳優であるが、それだけでは不十分で、星5つ中星1つしか獲得できなかった。Creature Featureでは、この作品に星5つのうち星2つの評価が与えられ、「真剣にやっているつもりだろうが、思わず笑ってしまう」と評価した。

## 製作
製作費として8万ドルをかけたが、結果的に、配給会社には100万ドル以上の利益をもたらした。
この映画には、「真の魔女を正確に描くことを意図したものではありません（This movie is not intended as an accurate portrayal of true witches）」という注意書きが入っている。

## 家庭用メディア
本作は1990年5月にビデオで発売され、1997年10月22日にはDVDで再リリースされた。